# 3C 273
3C 273 は、おとめ座に位置するクエーサーである。初めて確認されたクエーサーでもある。
クエーサーの中では可視光では全天一明るく（見かけの等級 12.9等）、最も近くにある（赤方偏移0.158 ）。赤方偏移から計算した光度距離はDL = 749メガパーセク。3C 273 は絶対等級-26.7等と最も明るいクエーサーのうちの一つである。もしこの天体がポルックスと同じ位置（10パーセク）にあったとすると、その見かけの明るさは太陽と同じになる。3C 273 の質量は、輝線の幅から8.86±1.87億太陽質量と見積もられている。

## 大規模ジェット
3C 273 は可視光で見ることのできる巨大なジェットを放出している。その長さは20万光年 (60kpc) になり、見かけの大きさは23秒角である。 1995年に行われたハッブル宇宙望遠鏡による観測では、ジェットは明るい部分と暗い部分が交互に並んだ構造を持っていることが明らかになった。

## 歴史
その名前が示すように 3C 273 は、1959年に出版された3Cカタログの273番目（赤緯順に並べられている）に掲載された天体である。シリル・ハザードがパークス天文台で行った月による掩蔽観測によりその正確な位置が測定され、その後の可視光観測で対応する天体が発見された。1963年、マーテン・シュミットとべバリー・オークにより、3C 273 は大きな赤方偏移を持つ天体で、数十億光年かなたにあるという報告が科学誌ネイチャーに掲載された。
3C 273 の発見より前にも、いくつかの電波天体が可視光での対応天体を持つと報告されてきた。その最初の天体は 3C 48 であった。また、とかげ座BL、かみのけ座W、りょうけん座AUなど、多くの活動銀河が誤って変光星として分類されていた。しかし、これらの天体のスペクトルは恒星のものとは大きく異なっていて、その正体は不明なままであった。3C 273 は、そのような天体の中で初めてその正体が「遠方宇宙にあるきわめて明るい天体」、現在「クエーサー」として知られているものであると分かった天体である。よって、厳密には最初に発見されたクエーサーは 3C 48 であり、3C 273 は初めてクエーサーと確認された天体である。

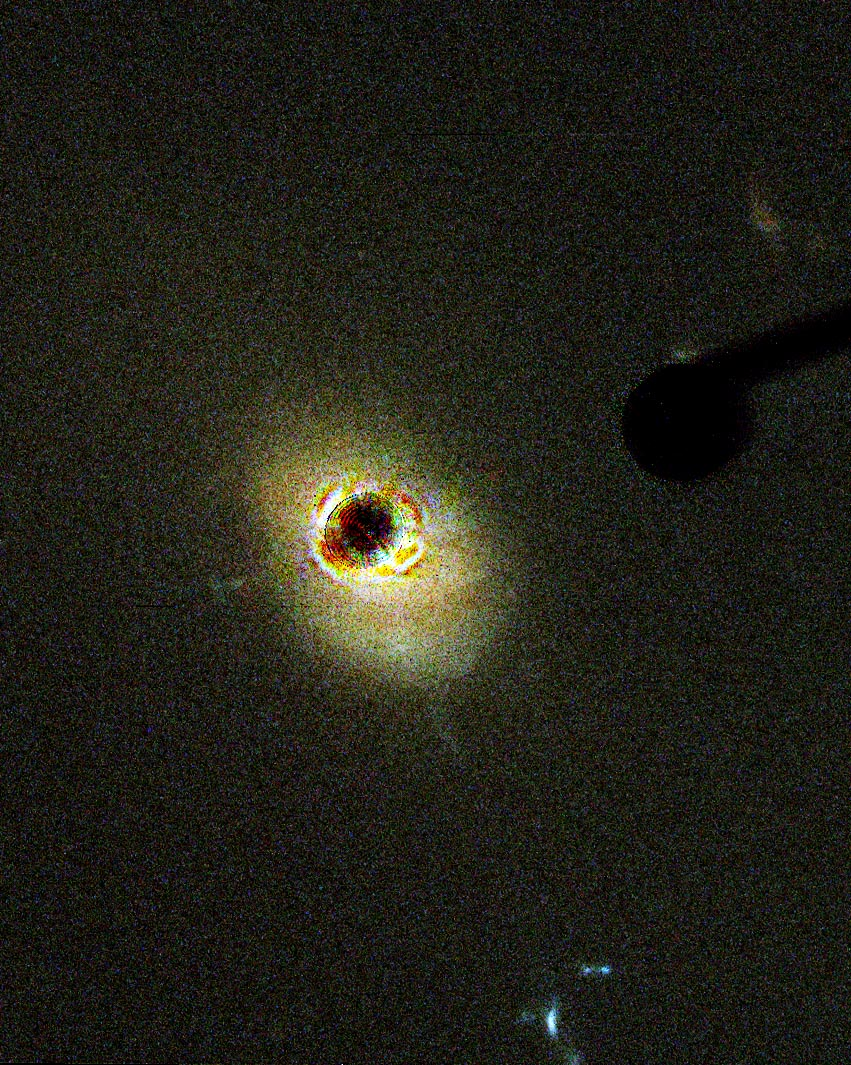
ハッブル宇宙望遠鏡ACSによって撮影された 3C 273。 Credit: NASA/ESA.

3C 273 は、電波を強く放射するクエーサーであり、1970年に銀河系外のX線源として初めて同定された天体でもある。しかし21世紀初頭でも、このX線がどのような過程を経て放射されているのかについては、議論が分かれている。
3C 273 の明るさは、電波からガンマ線に至るほぼすべての波長で変動しており、変動周期も数日から数十年と幅広い。電波、赤外線、可視光では、大規模ジェットからの偏光が観測されている。このことから、この放射は荷電粒子が光速に近い速度で運動することによるシンクロトロン放射であると考えられる。
このようなジェットは、3C 273 の中心にあるブラックホールと降着円盤の相互作用で生じると考えられている。超長基線電波干渉法を用いた 3C 273 の観測では、電波放射領域が時間とともに動いていることが判明し、きわめて高速のジェットが存在していることがここでも示唆されている。
3C 273 は、5月ごろに南北両半球で観望することができる。クエーサーとしては比較的明るいので、6.3等級の星が肉眼で見える夜空であれば口径15cmのアマチュア向けの望遠鏡でも見ることが可能である。また、アマチュア向け望遠鏡で見ることのできる最も遠方の天体である。